# Rio Banagui
O Rio Banagui é um rio da Romênia afluente do Rio Desnăţui, localizado no distrito de Dolj.